# Lünen Hauptbahnhof
Lünen Hauptbahnhof is een spoorwegstation in de Duitse plaats Lünen. Het station werd in 1928 geopend. Er zijn twee eilandperrons.